# Jävreträsket
Jävreträsket är ett sjösystem i Piteå kommun och Hortlax socken norr om Jävre i Norrbotten, som består av sjöarna Inre-Jävreträsket, Mitti-Jävreträsket och Yttre-Jävreträsket.